# Lista de turnês e concertos de Twice
O grupo feminino sul-coreano Twice realizou sua turnê de estreia com o nome de Twice 1st Tour: Twiceland - The Opening no SK Olympic Handball Gymnasium em Seul de 17 a 19 de fevereiro de 2017. Isso foi seguido por shows em Bangkok e Singapura em abril, e a turnê foi concluída com mais dois shows em Seul em junho.  Em julho, elas fizeram seu concerto de estreia no Japão. Elas embarcaram em sua primeira turnê no Japão em janeiro de 2018 sob o nome Twice Showcase Live Tour 2018 "Candy Pop".

## Twice 1st Tour: Twiceland – The Opening
Repertório principal

Abertura
(VCR)
1. Touchdown
2. I'm Gonna Be a Star
3. Cheer Up

Parte 1
1. Going Crazy (미쳤나봐)
2. Truth
3. Like Ooh-Ahh (Ooh-Ahh하게)

Parte 2
1. 1 to 10
2. Tuk Tok (툭하면 톡)
3. My Headphones On (Headphone 써)

Intervalo
(VCR 1)
1. 4 Minutes (cover de Madonna) (Mina, Jihyo & Jeongyeon)
2. Yoncé (cover de Beyoncé) (Nayeon, Momo, Sana & Chaeyoung)
3. Black Cat Nero (검은 고양이 네로) (cover de Turbo) (Dahyun & Tzuyu)
4. Card Captor Sakura (카드 캡터 체리) (cover)
5. Sailor Moon (cover)
6. Ponytail

Parte 3
1. Candy Boy
2. Pit-A-Pat

Intervalo
(VCR 2)
1. Next Page
2. Woohoo
3. Do It Again (다시 해줘)

Parte 4
1. Overdose (cover de Exo)
2. Pretty U (cover de Seventeen)

Parte 5
1. Precious Love (소중한 사랑)
2. Jelly Jelly
3. TT

Encore
Intervalo
(VCR)
1. One In a Million
2. Like a Fool

Encerramento
1. Like Ooh-Ahh (Ooh-Ahh하게)
2. Cheer Up
3. TT

Repertório principal

Abertura
(VCR)
1. Touchdown
2. I'm Gonna Be a Star

Parte 1
1. Cheer Up
2. Going Crazy (미쳤나봐)
3. Only You (Only 너)
4. Like Ooh-Ahh (Ooh-Ahh하게)

Parte 2
1. 1 to 10
2. Tuk Tok (툭하면 톡)
3. My Headphones On (Headphone 써)

Intervalo
(VCR 1)
1. Greedy (cover de Ariana Grande) (Nayeon, Jihyo & Chaeyoung)
2. As Quatro Estações (cover de Antonio Vivaldi) (Mina & Momo)
3. Round and Round (빙글빙글) (cover de Na-mi) (Tzuyu, Jeongyeon , Sana & Dahyun)
4. Card Captor Sakura (카드 캡터 체리) (cover)
5. Sailor Moon (cover)
6. Ponytail

Parte 3
1. Jelly Jelly
2. Knock Knock

Intervalo
(VCR 2)
1. Next Page
2. Eye Eye Eyes
3. Do It Again (다시 해줘)

Parte 4
1. Someone Like Me
2. Ice Cream (녹아요)

Parte 5
1. Precious Love (소중한 사랑)
2. TT
3. Signal

'Encore'
Intervalo
(VCR)
1. One In a Million
2. Like a Fool

Encerramento
1. Like Ooh-Ahh (Ooh-Ahh하게)
2. Cheer Up
3. TT

- Durante o show em Bangkok e Singapura, "Tuk Tok" ((툭하면 톡)) e "Candy Boy" foram removidos do repertório original e elas apresentaram "TT" em seu lugar. Twice adicionou "Cha La La" (Maruko) à música cover de apresentação após a parte 3 no show de Bangkok. Twice também adicionou "Knock Knock" para apresentação após a parte 5.
- Durante o show em Bangkok, "Truth" foi removido e elas apresentaram "Like a Fool". Twice também removeu "One In a Million" do repertório.
- Durante o show em Singapura, Twice removeu "Woohoo" e "Like a Fool" do repertório.

Datas
| Data                    | Cidade    | País          | Local                         | Audiência |
| ----------------------- | --------- | ------------- | ----------------------------- | --------- |
| 17 de fevereiro de 2017 | Seul      | Coreia do Sul | SK Olympic Handball Gymnasium | 15,000    |
| 18 de fevereiro de 2017 | Seul      | Coreia do Sul | SK Olympic Handball Gymnasium | 15,000    |
| 19 de fevereiro de 2017 | Seul      | Coreia do Sul | SK Olympic Handball Gymnasium | 15,000    |
| 8 de abril de 2017      | Bangkok   | Tailândia     | Thunder Dome                  | 4,000     |
| 29 de abril de 2017     | Singapura | Singapura     | The Star Theatre              | 5,000     |
| Encore                  |           |               |                               |           |
| 17 de junho de 2017     | Seul      | Coreia do Sul | Jamsil Indoor Stadium         | 12,000    |
| 18 de junho de 2017     | Seul      | Coreia do Sul | Jamsil Indoor Stadium         | 12,000    |
| Total                   | Total     | Total         | Total                         | 36,000    |

## Twice Showcase Live Tour 2018 "Candy Pop"
1. One More Time
2. Like Ooh-Ahh (Versão japonesa)
3. Touchdown

Parte
1. Luv Me
2. Heart Shaker
3. Cheer Up (Versão japonesa)

(Brand New Girl PV)
1. Candy Pop
2. Signal (Versão japonesa)

(Candy corner)
1. Likey
2. Knock Knock (Versão japonesa)
3. TT (Versão japonesa)
4. One in a Million

Encerramento
1. Brand New Girl

Datas
| Data                   | Cidade    | País  | Local                     | Audiência |
| ---------------------- | --------- | ----- | ------------------------- | --------- |
| 19 de janeiro de 2018  | Seto      | Japão | Seto City Cultural Center | 20,000    |
| 22 de janeiro de 2018  | Fukuoka   | Japão | Fukuoka Sun Palace        | 20,000    |
| 23 de janeiro de 2018  | Hiroshima | Japão | Ueno Gakuen Hall          | 20,000    |
| 5 de janeiro de 2018   | Osaka     | Japão | Grand Cube Osaka          | 20,000    |
| 26 de janeiro de 2018  | Osaka     | Japão | Grand Cube Osaka          | 20,000    |
| 29 de janeiro de 2018  | Tóquio    | Japão | NHK Hall                  | 20,000    |
| 31 de janeiro de 2018  | Saitama   | Japão | Sonic City                | 20,000    |
| 1 de fevereiro de 2018 | Saitama   | Japão | Sonic City                | 20,000    |

## Twice 2nd Tour: Twiceland Zone 2 – Fantasy Park
Parte principal

Abertura
(VCR)
1. You in My Heart (널 내게 담아)

(VCR 1)
1. Like Ooh-Ahh (Ooh-Ahh하게) (remix)
2. Ponytail
3. Cheer Up (remix)

Parte 1
1. Hold Me Tight
2. Likey (remix)
3. Look at Me (날 바라바라봐)

Parte 2
1. Someone Like Me
2. Turtle (거북이)
3. Stuck

Intervalo
(VCR 2)
1. Touchdown
2. Signal (remix)
3. Valenti (cover de BoA)
4. Rainism (cover de Rain) (Dahyun)
5. End of Time (cover de Beyoncé) (Jihyo, Momo & Tzuyu)
6. My Ear's Candy (내귀에 캔디) (cover de Baek Ji-young part. Ok Taec-yeon) (Nayeon & Jeongyeon)
7. Oppa (오빠) (cover de Wax) (Sana, Chaeyoung & Mina)
8. Knock Knock (remix)

Parte 3
1. Sweet Talker
2. What Is Love?

Intervalo
(VCR 3)
1. Missing U
2. Only You (Only 너)
3. Really Really (cover de Winner)

Parte 4
1. FFW
2. TT
3. Heart Shaker

Encore
1. One In a Million
2. What Is Love? (Versão acústica)

Encerramento
(Medley)
1. Like Ooh-Ahh (Ooh-Ahh하게)
2. Cheer Up
3. TT
4. Knock Knock
5. Signal
6. Likey
7. Heart Shaker
8. What Is Love?

Parte principal

Abertura
(VCR)
1. You in My Heart (널 내게 담아)

(VCR 1)
1. Like Ooh-Ahh (Ooh-Ahh하게) (remix)
2. Cheer Up (remix)

Part 1
1. Turtle (거북이)
2. Likey (remix)
3. Brand New Girl
4. One More Time

Intervalo
(VCR 2)
1. Touchdown
2. Signal (remix)
3. Valenti (cover de BoA)
4. Rainism (cover de Rain) (Dahyun)
5. End of Time (cover de Beyoncé) (Jihyo, Momo & Tzuyu)
6. My Ear's Candy (내귀에 캔디) (cover de Baek Ji-young part. Ok Taec-yeon) (Nayeon & Jeongyeon)
7. Oppa (오빠) (Wax cover) (Sana, Chaeyoung & Mina)

Parte 2
1. Wake Me Up
2. Knock Knock (remix)
3. What Is Love?

Intervalo
(VCR 3)
1. Missing U
2. Only You (Only 너)

Parte 3
1. Candy Pop
2. TT (Versão japonesa)
3. Heart Shaker

Encore
1. One In a Million
2. What Is Love? (Versão acústica)

Encerramento
(Medley)
1. Like Ooh-Ahh (Ooh-Ahh하게)
2. Cheer Up
3. TT
4. Knock Knock
5. Signal
6. Likey
7. Heart Shaker
8. What Is Love?

- Durante os shows em Bangkok e Jacarta, "You in My Heart" (널 내게 담아) foi removida do repertório. Twice também removeu "FFW" e adicionou "Dance the Night Away" à apresentação após a parte 4.

Datas
| Data                 | Cidade    | País          | Local                           | Audiência    |
| -------------------- | --------- | ------------- | ------------------------------- | ------------ |
| 18 de maio de 2018   | Seul      | Coreia do Sul | Jamsil Indoor Stadium           | 18,000       |
| 19 de maio de 2018   | Seul      | Coreia do Sul | Jamsil Indoor Stadium           | 18,000       |
| 20 de maio de 2018   | Seul      | Coreia do Sul | Jamsil Indoor Stadium           | 18,000       |
| 26 de maio de 2018   | Saitama   | Japão         | Saitama Super Arena             | 36,000       |
| 27 de maio de 2018   | Saitama   | Japão         | Saitama Super Arena             | 36,000       |
| 2 de junho de 2018   | Osaka     | Japão         | Osaka-jō Hall                   | 20,000       |
| 3 de junho de 2018   | Osaka     | Japão         | Osaka-jō Hall                   | 20,000       |
| 17 de junho de 2018  | Singapura | Singapura     | Estádio Indoor de Singapura     | 8,500        |
| 18 de agosto de 2018 | Bangkok   | Tailândia     | Thunder Dome                    | Desconhecido |
| 25 de agosto de 2018 | Jacarta   | Indonésia     | Indonesia Convention Exhibition | Desconhecido |
| Total                | Total     | Total         | Total                           | 90,000       |

## Twice 1st Arena Tour 2018 "BDZ"
Aberturw
(VCR)
1. Wake Me Up
2. I'm Gonna Be a Star
3. Say It Again
4. What Is Love?

Parte 1
1. Signal (Versão japonesa) (remix')
2. Luv Me
3. One More Time

Parte 2
1. BDZ

(VCR 1)
1. Pink Lemonade
2. L.O.V.E
3. Likey (remix)

Parte 3
1. Be as One
2. Stay by My Side

Parte 4
1. Cheer Up (Versão japonesa) (remix)
2. Candy Pop
3. Brand New Girl
4. Dance the Night Away (remix)

(VCR 2)
1. Wishing

Encerramento
1. Knock Knock (Versão japonesa)
2. TT (Versão japonesa)
3. I Want You Back

Datas
| Data                   | Cidade | País  | Local                         | Audiência |
| ---------------------- | ------ | ----- | ----------------------------- | --------- |
| 29 de setembro de 2018 | Chiba  | Japão | Makuhari Messe                | 70,000    |
| 2 de outubro de 2018   | Nagoya | Japão | Nippon Gaishi Hall            | 70,000    |
| 3 de outubro de 2018   | Nagoya | Japão | Nippon Gaishi Hall            | 70,000    |
| 12 de outubro de 2018  | Kobe   | Japão | World Memorial Hall           | 70,000    |
| 13 de outubro de 2018  | Kobe   | Japão | World Memorial Hall           | 70,000    |
| 14 de outubro de 2018  | Kobe   | Japão | World Memorial Hall           | 70,000    |
| 16 de outubro de 2018  | Tóquio | Japão | Musashino Forest Sports Plaza | 70,000    |
| 17 de outubro de 2018  | Tóquio | Japão | Musashino Forest Sports Plaza | 70,000    |

## Twice Dome Tour 2019 "#Dreamday"
Abertura
(VCR)
1. One More Time (remix)
2. Luv Me
3. Like Ooh-Ahh (Versão japonesa)

Parte 1
1. Brand New Girl
2. Signal (Versão japonesa)

(VCR 1)
1. Candy Pop
2. TT (Versão japonesa) (remix)
3. Wake Me Up (Versão dance break)

Parte 2
1. Cheer Up (Versão japonesa)
2. Pink Lemonade
3. I Want You Back
4. What is Love? (Versão japonesa)

(VCR 2)
1. BDZ
2. L.O.V.E
3. Sweet Talker
4. Say It Again

Parte 3
1. The Best Thing I Ever Did (올해 제일 잘한 일)
2. Only You (Only 너) (Remix acústico)
3. Stay by My Side

Parte 4
1. Heart Shaker (Versão japonesa)

Parte 5
1. Knock Knock (Versão japonesa)
2. Likey (Versão japonesa)
3. Dance the Night Away (Versão japonesa) (remix)

(VCR 3)
1. Be as One
2. Wishing

Encerramento
(Medley)
1. One More Time
2. Candy Pop
3. Wake Me Up
4. BDZ
5. Yes or Yes (Versão japonesa)

Datas
| Data                | Cidade | País  | Local       | Audiência |
| ------------------- | ------ | ----- | ----------- | --------- |
| 20 de março de 2019 | Osaka  | Japão | Osaka Dome  | 220,000   |
| 21 de março de 2019 | Osaka  | Japão | Osaka Dome  | 220,000   |
| 29 de março de 2019 | Tóquio | Japão | Tokyo Dome  | 220,000   |
| 30 de março de 2019 | Tóquio | Japão | Tokyo Dome  | 220,000   |
| 6 de abril de 2019  | Nagoya | Japão | Nagoya Dome | 220,000   |

## Twice World Tour 2019–2020 "Twicelights"
Parte principal

Abertura
(VCR)
1. Stuck in My Head (Rock remix)
2. Cheer Up (Rock remix)
3. Touchdown (Rock remix)

Parte 1
1. BDZ (Versão coreana)
2. Yes or Yes (remix)
3. Like Ooh-Ahh (Ooh-Ahh하게) (remix)

Apresentação dos dançarinos de apoio
1. I Want You Back (remix)
2. Knock Knock (remix)
3. Dance The Night Away (Versão da introdução da dança)

(VCR – White Dress)
1. After Moon
2. You in My Heart (널 내게 담아)

Parte 2
1. Be as One (Versão coreana)
2. Sunset
3. Heart Shaker (Balada remix)

(VCR – Red Twice)
1. Heart Shaker (remix)
2. Strawberry
3. Woohoo (remix)
4. Dance for You (cover de Beyoncé) (Sana, Dahyun & Tzuyu)
5. Goodbye (cover de Taemin) (Momo & Jihyo)
6. Born This Way cover de (Lady Gaga) (Nayeon, Jeongyeon, Mina & Chaeyoung)

(VCR – Turn It Up)
1. Likey
2. What Is Love?

Parte 3
1. Ho!
2. Signal
3. TT
4. Fancy (remix)

Encore
ONCE Quiz Intermission
(VCR)
1. Heart Shaker

Encerramento
(Medley)
1. Like Ooh-Ahh (Ooh-Ahh하게)
2. Cheer Up
3. TT
4. Knock Knock
5. Signal
6. Likey
7. Heart Shaker
8. What Is Love?
9. Dance The Night Away
10. Yes or Yes
11. Fancy

Encore
1. Stuck

Parte principal

Abertura
(VCR)
1. Stuck in My Head (Rock remix)
2. Touchdown (Rock remix)

Parte 1
1. BDZ
2. Yes or Yes (remix)

Apresentação dos dançarinos de apoio
1. I Want You Back (remix)
2. Dance The Night Away (Versão da introdução da dança)
3. Breakthrough

(VCR)
1. The Reason Why

Parte 2
1. Wishing
2. What You Waiting For
3. Heart Shaker (Balada remix)

(VCR)
1. Heart Shaker (remix)
2. Strawberry
3. Woohoo (remix)

Apresentações Especiais
1. Dance for You (cover de Beyoncé) (Sana, Dahyun & Tzuyu)
2. Goodbye (cover de Taemin) (Momo & Jihyo)
3. Born This Way (cover de Lady Gaga) (Nayeon, Jeongyeon, Mina & Chaeyoung)

(VCR – Turn It Up)
1. Likey
2. What Is Love?
3. Feel Special

Parte 3
1. TT
2. Fancy (remix'&)
3. Fake & True

Encore
ONCE Quiz Intermission
(VCR)
1. Happy Happy

Encerramento
(Medley da faixa de título em japonês)
1. One More Time
2. Candy Pop
3. Wake Me Up
4. Stay By My Side

Datas
| Data                       | Cidade           | País           | Local                            | Audiência       | Receita        |   |
| Parte 1 – Ásia             | Parte 1 – Ásia   | Parte 1 – Ásia | Parte 1 – Ásia                   | Parte 1 – Ásia  | Parte 1 – Ásia |   |
| -------------------------- | ---------------- | -------------- | -------------------------------- | --------------- | -------------- | - |
| 25 de maio de 2019         | Seul             | Coreia do Sul  | KSPO Dome                        | 20,000          | —              |   |
| 26 de maio de 2019         | Seul             | Coreia do Sul  | KSPO Dome                        | 20,000          | —              |   |
| 15 de junho de 2019        | Bangkok          | Tailândia      | Impact Arena                     | 8,000           | —              |   |
| 29 de junho de 2019        | Pasay            | Filipinas      | Mall of Asia Arena               | 10,000          | —              |   |
| 13 de julho de 2019        | Singapura        | Singapura      | Singapore Indoor Stadium         | 10,000          | —              |   |
| Parte 2 – América do Norte |                  |                |                                  |                 |                |   |
| 17 de julho de 2019        | Los Angeles      | Estados Unidos | The Forum                        | 11,827 / 11,827 | $1,388,228     |   |
| 19 de julho de 2019        | Cidade do México | México         | Palacio de los Deportes          | 10,000          | —              |   |
| 21 de julho de 2019        | Newark           | Estados Unidos | Prudential Center                | 15,000          | —              |   |
| 23 de julho de 2019        | Chicago          | Estados Unidos | Wintrust Arena                   | 5,911 / 6,045   | $781,922       |   |
| Parte 3 – Ásia             |                  |                |                                  |                 |                |   |
| 17 de agosto de 2019       | Kuala Lumpur     | Malásia        | Axiata Arena                     | 10,000          | —              |   |
| 23 de outubro de 2019      | Sapporo          | Japão          | Makomanai Sekisui Heim Ice Arena | —               | —              | — |
| 27 de outubro de 2019      | Chiba            | Japão          | Makuhari Messe                   | —               | —              | — |
| 29 de outubro de 2019      | Chiba            | Japão          | Makuhari Messe                   | —               | —              | — |
| 30 de outubro de 2019      | Chiba            | Japão          | Makuhari Messe                   | —               | —              | — |
| 6 de novembro de 2019      | Osaka            | Japão          | Osaka-jō Hall                    | —               | —              | — |
| 7 de novembro de 2019      | Osaka            | Japão          | Osaka-jō Hall                    | —               | —              | — |
| 16 de novembro de 2019     | Miyagi           | Japão          | Sekisui Heim Super Arena         | —               | —              | — |
| 17 de novembro de 2019     | Miyagi           | Japão          | Sekisui Heim Super Arena         | —               | —              | — |
| 29 de novembro de 2019     | Aichi            | Japão          | Portmesse Nagoya                 | —               | —              | — |
| 30 de novembro de 2019     | Aichi            | Japão          | Portmesse Nagoya                 | —               | —              | — |
| 1 de dezembro de 2019      | Aichi            | Japão          | Portmesse Nagoya                 | —               | —              | — |
| 11 de fevereiro de 2020    | Fukuoka          | Japão          | Marine Messe Fukuoka             | —               | —              | — |
| 12 de fevereiro de 2020    | Fukuoka          | Japão          | Marine Messe Fukuoka             | —               | —              | — |
| 22 de fevereiro de 2020    | Shizuoka         | Japão          | Ecopa Arena                      | —               | —              | — |
| 23 de fevereiro de 2020    | Shizuoka         | Japão          | Ecopa Arena                      | —               | —              | — |

## Twice 4th World Tour "III"
Parte principal

Abertura
(VCR - I - ONCE)
1. The Feels
2. Feel Special
3. Up No More

Parte 1
1. Queen
2. Fancy
3. Turn It Up

(VCR - II - TWICE)
1. Shot Clock
2. Get Loud
3. I Can't Stop Me

Parte 2
1. Espresso
2. Icon
3. Cry For Me

(VCR - III - HEART)
1. Scientist
2. Real You
3. Moonlight

Parte 3
1. Cactus (선인장)
2. Rewind (알고 싶지 않아)

Parte 4
1. What is Love?
2. Knock Knock
3. More & More

Parte 5
1. Dance the Night Away
2. Alcohol-Free
3. Heart Shaker

(VCR - ONCE Mission)
1. Push & Pull (Sana, Jihyo, Dahyun)
2. Hello (Nayeon, Momo, Chaeyoung)
3. 1,3,2 (Jeongyeon, Mina, Tzuyu)

(VCR - TWICE+ONCE Mission)
Encore
1. The Best Thing I Ever Did (올해 제일 잘한 일)
2. Merry & Happy

Encerramento
Dia 1 (25 de dezembro)
1. TT (TAK Remix)
2. Oxygen

Dia 2 (26 de dezembro)
1. Baby Blue Love
2. TT (TAK Remix)
3. I Love You More Than Anyone (누구보다 널 사랑해)
4. Rollin'
5. Say You Love Me
6. Do It Again (다시 해줘)
7. Precious Love (소중한 사랑)

Datas
| Data                    | Cidade      | País           | Local                      | Audiência |
| ----------------------- | ----------- | -------------- | -------------------------- | --------- |
| 25 de decembro de 2021  | Seul        | Coreia do Sul  | KSPO Dome                  |           |
| 26 de decembro de 2021  | Seul        | Coreia do Sul  | KSPO Dome                  |           |
| 15 de fevereiro de 2022 | Los Angeles | Estados Unidos | The Forum                  |           |
| 16 de fevereiro de 2022 | Los Angeles | Estados Unidos | The Forum                  |           |
| 18 de fevereiro de 2022 | Oakland     | Estados Unidos | Oakland Arena              |           |
| 22 de fevereiro de 2022 | Dallas      | Estados Unidos | Dickies Arena              |           |
| 24 de fevereiro de 2022 | Atlanta     | Estados Unidos | State Farm Arena           |           |
| 26 de fevereiro de 2022 | New York    | Estados Unidos | UBS Arena                  |           |
| 27 de fevereiro de 2022 | New York    | Estados Unidos | UBS Arena                  |           |
| 23 de abril de 2022     | Tóquio      | Japão          | Tokyo Dome                 |           |
| 24 de abril de 2022     | Tóquio      | Japão          | Tokyo Dome                 |           |
| 25 de abril de 2022     | Tóquio      | Japão          | Tokyo Dome                 |           |
| Encore                  |             |                |                            |           |
| 14 de maio de 2022      | Los Angeles | Estados Unidos | Banc of California Stadium |           |
| 15 de maio de 2022      | Los Angeles | Estados Unidos | Banc of California Stadium |           |

## Twice 5th World Tour "Ready To Be"
Parte principal
1. I Can't Stop Me
2. Go Hard
3. More & More
4. Moonlight Sunrise
5. Brave
6. Try (Solo Dahyun) (Cover de Colbie Caillat)
7. Done for Me (Solo Tzuyu) (Cover de Charlie Puth)
8. New Rules (Solo Sana) (Cover de Dua Lipa)
9. Move (Solo Momo) (Cover de Beyoncé)
10. 7 Rings (Solo Mina) (Cover de Ariana Grande)
11. Feel Special
12. Cry For Me
13. Fancy
14. The Feels
15. My Guitar (Solo Chaeyoung)
16. Nightmare (Solo Jihyo)
17. Juice (Solo Jeongyeon) (Cover de Lizzo)
18. Pop! (Solo Nayeon)
19. Blame It On Me
20. Queen Of Hearts
21. Yes or Yes / What Is Love? / Cheer Up / Likey / Knock Knock / Scientist / Heart Shaker
22. Alcohol-Free
23. Dance The Night Away
24. Talk That Talk
25. Got The Thrills
26. Moonlight
27. When We Were Kids
28. Crazy Stupid Love

Encerramento
Dia 1 (15 de abril)
1. Signal
2. Like Ooh-Ahh

Dia 2 (16 de abril)
1. TT
2. Wallflower
3. Basics
4. Like Ooh-Ahh

Datas
| Data                   | Cidade            | País           | Local                             | Audiência |
| Parte 1                | Parte 1           | Parte 1        | Parte 1                           | Parte 1   |
| ---------------------- | ----------------- | -------------- | --------------------------------- | --------- |
| 15 de abril de 2023    | Seul              | Coreia do Sul  | KSPO Dome; Beyond Live            |           |
| 16 de abril de 2023    | Seul              | Coreia do Sul  | KSPO Dome; Beyond Live            |           |
| 2 de maio de 2023      | Sydney            | Austrália      | Qudos Bank Arena                  |           |
| 3 de maio de 2023      | Sydney            | Austrália      | Qudos Bank Arena                  |           |
| 6 de maio de 2023      | Melbourne         | Austrália      | Rod Laver Arena                   |           |
| 7 de maio de 2023      | Melbourne         | Austrália      | Rod Laver Arena                   |           |
| 13 de maio de 2023     | Osaka             | Japão          | Estádio Nagai                     | 220,000   |
| 14 de maio de 2023     | Osaka             | Japão          | Estádio Nagai                     | 220,000   |
| 20 de maio de 2023     | Tóquio            | Japão          | Ajinomoto Stadium; Beyond Live    | 220,000   |
| 21 de maio de 2023     | Tóquio            | Japão          | Ajinomoto Stadium; Beyond Live    | 220,000   |
| 10 de junho de 2023    | Inglewood         | Estados Unidos | SoFi Stadium                      | 250,000   |
| 12 de junho de 2023    | Oakland           | Estados Unidos | Oakland Arena                     | 250,000   |
| 13 de junho de 2023    | Oakland           | Estados Unidos | Oakland Arena                     | 250,000   |
| 16 de junho de 2023    | Tacoma            | Estados Unidos | Tacoma Dome                       | 250,000   |
| 21 de junho de 2023    | Arlington         | Estados Unidos | Globe Life Field                  | 250,000   |
| 24 de junho de 2023    | Houston           | Estados Unidos | Toyota Center                     | 250,000   |
| 25 de junho de 2023    | Houston           | Estados Unidos | Toyota Center                     | 250,000   |
| 28 de junho de 2023    | Chicago           | Estados Unidos | United Center                     | 250,000   |
| 29 de junho de 2023    | Chicago           | Estados Unidos | United Center                     | 250,000   |
| 2 de julho de 2023     | Toronto           | Canadá         | Scotiabank Arena                  | 250,000   |
| 3 de julho de 2023     | Toronto           | Canadá         | Scotiabank Arena                  | 250,000   |
| 6 de julho de 2023     | East Rutherford   | Estados Unidos | MetLife Stadium                   | 250,000   |
| 9 de julho de 2023     | Atlanta           | Estados Unidos | Truist Park                       | 250,000   |
| Parte 2                |                   |                |                                   |           |
| 2 de setembro de 2023  | Singapura         | Singapura      | Estádio Indoor de Singapura       |           |
| 3 de setembro de 2023  | Singapura         | Singapura      | Estádio Indoor de Singapura       |           |
| 7 de setembro de 2023  | Londres           | Reino Unido    | The O2 Arena                      |           |
| 8 de setembro de 2023  | Londres           | Reino Unido    | The O2 Arena                      |           |
| 11 de setembro de 2023 | Paris             | França         | Accor Arena                       |           |
| 13 de setembro de 2023 | Berlim            | Alemanha       | Mercedes-Benz Arena               |           |
| 14 de setembro de 2023 | Berlim            | Alemanha       | Mercedes-Benz Arena               |           |
| 23 de setembro de 2023 | Banguecoque       | Tailândia      | Impact Arena                      |           |
| 24 de setembro de 2023 | Banguecoque       | Tailândia      | Impact Arena                      |           |
| 30 de setembro de 2023 | Bocaue            | Filipinas      | Philippine Arena                  |           |
| 1 de outubro de 2023   | Bocaue            | Filipinas      | Philippine Arena                  |           |
| Parte 3                |                   |                |                                   |           |
| 4 de novembro de 2023  | Melbourne         | Austrália      | Marvel Stadium                    |           |
| 16 de dezembro de 2023 | Nagoia            | Japão          | Nagoya Dome                       |           |
| 17 de dezembro de 2023 | Nagoia            | Japão          | Nagoya Dome                       |           |
| 23 de dezembro de 2023 | Jacarta           | Indonésia      | Jakarta International Stadium     |           |
| 27 de dezembro de 2023 | Fukuoka           | Japão          | Fukuoka Dome                      |           |
| 28 de dezembro de 2023 | Fukuoka           | Japão          | Fukuoka Dome                      |           |
| 3 de fevereiro de 2024 | Cidade do México  | México         | Foro Sol                          |           |
| 4 de fevereiro de 2024 | Cidade do México  | México         | Foro Sol                          |           |
| 6 de fevereiro de 2024 | São Paulo         | Brasil         | Allianz Parque                    |           |
| 7 de fevereiro de 2024 | São Paulo         | Brasil         | Allianz Parque                    |           |
| 16 de março de 2024    | Paradise (Nevada) | Estados Unidos | Allegiant Stadium                 |           |
| 13 de julho de 2024    | Osaka             | Japão          | Estádio Nagai                     |           |
| 14 de julho de 2024    | Osaka             | Japão          | Estádio Nagai                     |           |
| 27 de julho de 2024    | Yokohama          | Japão          | Estádio Internacional de Yokohama |           |
| 28 de julho de 2024    | Yokohama          | Japão          | Estádio Internacional de Yokohama |           |
| Total                  |                   |                |                                   |           |

## Twice Debut Showcase "Touchdown in Japan"
1. Touchdown
2. Like Ooh-Ahh (Versão japonesa)
3. Cheer Up (Versão japonesa)

Parte 1
1. Jelly Jelly
2. Knock Knock (Versão japonesa)

(VCR)
1. One in a Million

Parte 2
1. Signal (Versão japonesa)
2. TT (Versão japonesa)

1. Like Ooh-Ahh (Ooh-Ahh하게)
2. Cheer Up
3. TT
4. Knock Knock
5. Signal

| Data                            | Cidade | País  | Local                        | Audiência |
| ------------------------------- | ------ | ----- | ---------------------------- | --------- |
| 2 de julho de 2017 (Dois shows) | Tóquio | Japão | Tokyo Metropolitan Gymnasium | 15,000    |

## MiSaMo Japan Showcase 2023
| Data                | Cidade | País  | Local       | Audiência |
| ------------------- | ------ | ----- | ----------- | --------- |
| 22 de julho de 2023 | Osaka  | Japão | Intex Osaka | 40,000    |
| 23 de julho de 2023 | Osaka  | Japão | Intex Osaka | 40,000    |
| 25 de julho de 2023 | Tóquio | Japão | Pia Arena   | 40,000    |
| 26 de julho de 2023 | Tóquio | Japão | Pia Arena   | 40,000    |
| 27 de julho de 2023 | Tóquio | Japão | Pia Arena   | 40,000    |